# Simning vid olympiska sommarspelen 2012
Simning vid olympiska sommarspelen 2012 avgjordes från 28 juli till 4 augusti 2012 i London. 34 grenar stod på programmet, av dem var två längre lopp i öppet vatten, resterande avgjordes inomhus i en 50 meter lång bassäng.

## Medaljsammanfattning

### Damer
| Gren                            | Guld | Guld | Silver | Silver | Brons | Brons |
| 50 meter frisim Detaljer...     | Ranomi Kromowidjojo Nederländerna | Ranomi Kromowidjojo Nederländerna | Aljaksandra Herasimenja Belarus | Aljaksandra Herasimenja Belarus | Marleen Veldhuis Nederländerna                                                                                               | Marleen Veldhuis Nederländerna                                                                                               |
| 100 meter frisim Detaljer...    | Ranomi Kromowidjojo Nederländerna | Ranomi Kromowidjojo Nederländerna | Aljaksandra Herasimenja Belarus | Aljaksandra Herasimenja Belarus | Tang Yi Kina | Tang Yi Kina |
| 200 meter frisim Detaljer...    | Allison Schmitt USA | Allison Schmitt USA | Camille Muffat Frankrike | Camille Muffat Frankrike | Bronte Barratt Australien | Bronte Barratt Australien |
| 400 meter frisim Detaljer...    | Camille Muffat Frankrike | Camille Muffat Frankrike | Allison Schmitt USA | Allison Schmitt USA | Rebecca Adlington Storbritannien                                                                                             | Rebecca Adlington Storbritannien                                                                                             |
| 800 meter frisim Detaljer...    | Katie Ledecky USA | Katie Ledecky USA | Mireia Belmonte Spanien | Mireia Belmonte Spanien | Rebecca Adlington Storbritannien                                                                                             | Rebecca Adlington Storbritannien                                                                                             |
| 100 meter ryggsim Detaljer...   | Missy Franklin USA | Missy Franklin USA | Emily Seebohm Australien | Emily Seebohm Australien | Aya Terakawa Japan | Aya Terakawa Japan |
| 200 meter ryggsim Detaljer...   | Missy Franklin USA | Missy Franklin USA | Anastasija Zujeva Ryssland | Anastasija Zujeva Ryssland | Elizabeth Beisel USA | Elizabeth Beisel USA |
| 100 meter bröstsim Detaljer...  | Rūta Meilutytė Litauen | Rūta Meilutytė Litauen | Rebecca Soni USA | Rebecca Soni USA | Satomi Suzuki Japan | Satomi Suzuki Japan |
| 200 meter bröstsim Detaljer...  | Rebecca Soni USA | Rebecca Soni USA | Satomi Suzuki Japan | Satomi Suzuki Japan | Julija Jefimova Ryssland | Julija Jefimova Ryssland |
| 100 meter fjärilsim Detaljer... | Dana Vollmer USA | Dana Vollmer USA | Lu Ying Kina | Lu Ying Kina | Alicia Coutts Australien | Alicia Coutts Australien |
| 200 meter fjärilsim Detaljer... | Jiao Liuyang Kina | Jiao Liuyang Kina | Mireia Belmonte Spanien | Mireia Belmonte Spanien | Natsumi Hoshi Japan | Natsumi Hoshi Japan |
| 200 meter medley Detaljer...    | Ye Shiwen Kina | Ye Shiwen Kina | Alicia Coutts Australien | Alicia Coutts Australien | Caitlin Leverenz USA | Caitlin Leverenz USA |
| 400 meter medley Detaljer...    | Ye Shiwen Kina | Ye Shiwen Kina | Elizabeth Beisel USA | Elizabeth Beisel USA | Li Xuanxu Kina | Li Xuanxu Kina |
|                                 | | | | | | |
| 4x100 meter frisim Detaljer...  | Australien · Alicia Coutts · Cate Campbell · Brittany Elmslie · Melanie Schlanger · Emily Seebohm* · Yolane Kukla* · Lisbeth Trickett*     | Australien · Alicia Coutts · Cate Campbell · Brittany Elmslie · Melanie Schlanger · Emily Seebohm* · Yolane Kukla* · Lisbeth Trickett*     | Nederländerna · Inge Dekker · Marleen Veldhuis · Femke Heemskerk · Ranomi Kromowidjojo · Hinkelien Schreuder*                                         | Nederländerna · Inge Dekker · Marleen Veldhuis · Femke Heemskerk · Ranomi Kromowidjojo · Hinkelien Schreuder*                                         | USA · Missy Franklin · Jessica Hardy · Lia Neal · Allison Schmitt · Amanda Weir* · Natalie Coughlin*                         | USA · Missy Franklin · Jessica Hardy · Lia Neal · Allison Schmitt · Amanda Weir* · Natalie Coughlin*                         |
| 4x200 meter frisim Detaljer...  | USA · Missy Franklin · Dana Vollmer · Shannon Vreeland · Allison Schmitt · Lauren Perdue* · Alyssa Anderson*                               | USA · Missy Franklin · Dana Vollmer · Shannon Vreeland · Allison Schmitt · Lauren Perdue* · Alyssa Anderson*                               | Australien · Bronte Barratt · Melanie Schlanger · Kylie Palmer · Alicia Coutts · Brittany Elmslie* · Angie Bainbridge* · Jade Neilsen* · Blair Evans* | Australien · Bronte Barratt · Melanie Schlanger · Kylie Palmer · Alicia Coutts · Brittany Elmslie* · Angie Bainbridge* · Jade Neilsen* · Blair Evans* | Frankrike · Camille Muffat · Charlotte Bonnet · Ophelie-Cyrielle Etienne · Coralie Balmy · Margaux Farrell* · Mylène Lazare* | Frankrike · Camille Muffat · Charlotte Bonnet · Ophelie-Cyrielle Etienne · Coralie Balmy · Margaux Farrell* · Mylène Lazare* |
| 4x100 meter medley Detaljer...  | USA · Missy Franklin · Rebecca Soni · Dana Vollmer · Allison Schmitt · Rachel Bootsma* · Breeja Larson* · Claire Donahue* · Jessica Hardy* | USA · Missy Franklin · Rebecca Soni · Dana Vollmer · Allison Schmitt · Rachel Bootsma* · Breeja Larson* · Claire Donahue* · Jessica Hardy* | Australien · Emily Seebohm · Leisel Jones · Alicia Coutts · Melanie Schlanger · Brittany Elmslie*                                                     | Australien · Emily Seebohm · Leisel Jones · Alicia Coutts · Melanie Schlanger · Brittany Elmslie*                                                     | Japan · Aya Terakawa · Satomi Suzuki · Yuka Kato · Haruka Ueda                                                               | Japan · Aya Terakawa · Satomi Suzuki · Yuka Kato · Haruka Ueda                                                               |
|                                 | | | | | | |
| 10 km Detaljer...               | Eva Risztov Ungern | Eva Risztov Ungern | Haley Anderson USA | Haley Anderson USA | Martina Grimaldi Italien | Martina Grimaldi Italien |

* = deltog i försöken och erhöll medalj.

### Herrar
| Gren                            | Guld | Guld | Silver | Silver | Brons | Brons |
| 50 meter frisim Detaljer...     | Florent Manaudou Frankrike                                                                                           | Florent Manaudou Frankrike                                                                                           | Cullen Jones USA                                                                                                  | Cullen Jones USA                                                                                                  | César Cielo Brasilien                                                                                             | César Cielo Brasilien                                                                                             |
| 100 meter frisim Detaljer...    | Nathan Adrian USA | Nathan Adrian USA | James Magnussen Australien                                                                                        | James Magnussen Australien                                                                                        | Brent Hayden Kanada                                                                                               | Brent Hayden Kanada                                                                                               |
| 200 meter frisim Detaljer...    | Yannick Agnel Frankrike                                                                                              | Yannick Agnel Frankrike                                                                                              | Sun Yang Kina Park Tae-hwan Sydkorea                                                                              | Sun Yang Kina Park Tae-hwan Sydkorea                                                                              | Ingen; delat silver.                                                                                              | Ingen; delat silver.                                                                                              |
| 400 meter frisim Detaljer...    | Sun Yang Kina | Sun Yang Kina | Park Tae-hwan Sydkorea                                                                                            | Park Tae-hwan Sydkorea                                                                                            | Peter Vanderkaay USA                                                                                              | Peter Vanderkaay USA                                                                                              |
| 1500 meter frisim Detaljer...   | Sun Yang Kina | Sun Yang Kina | Ryan Cochrane Kanada                                                                                              | Ryan Cochrane Kanada                                                                                              | Oussama Mellouli Tunisien                                                                                         | Oussama Mellouli Tunisien                                                                                         |
| 100 meter ryggsim Detaljer...   | Matt Grevers USA | Matt Grevers USA | Nick Thoman USA                                                                                                   | Nick Thoman USA                                                                                                   | Ryosuke Irie Japan                                                                                                | Ryosuke Irie Japan                                                                                                |
| 200 meter ryggsim Detaljer...   | Tyler Clary USA | Tyler Clary USA | Ryosuke Irie Japan                                                                                                | Ryosuke Irie Japan                                                                                                | Ryan Lochte USA                                                                                                   | Ryan Lochte USA                                                                                                   |
| 100 meter bröstsim Detaljer...  | Cameron van der Burgh Sydafrika                                                                                      | Cameron van der Burgh Sydafrika                                                                                      | Christian Sprenger Australien                                                                                     | Christian Sprenger Australien                                                                                     | Brendan Hansen USA                                                                                                | Brendan Hansen USA                                                                                                |
| 200 meter bröstsim Detaljer...  | Dániel Gyurta Ungern                                                                                                 | Dániel Gyurta Ungern                                                                                                 | Michael Jamieson Storbritannien                                                                                   | Michael Jamieson Storbritannien                                                                                   | Ryo Tateishi Japan                                                                                                | Ryo Tateishi Japan                                                                                                |
| 100 meter fjärilsim Detaljer... | Michael Phelps USA                                                                                                   | Michael Phelps USA                                                                                                   | Chad le Clos Sydafrika                                                                                            | Chad le Clos Sydafrika                                                                                            | Jevgenij Korotysjkin Ryssland                                                                                     | Jevgenij Korotysjkin Ryssland                                                                                     |
| 200 meter fjärilsim Detaljer... | Chad le Clos Sydafrika                                                                                               | Chad le Clos Sydafrika                                                                                               | Michael Phelps USA                                                                                                | Michael Phelps USA                                                                                                | Takeshi Matsuda Japan                                                                                             | Takeshi Matsuda Japan                                                                                             |
| 200 meter medley Detaljer...    | Michael Phelps USA                                                                                                   | Michael Phelps USA                                                                                                   | Ryan Lochte USA                                                                                                   | Ryan Lochte USA                                                                                                   | László Cseh Ungern                                                                                                | László Cseh Ungern                                                                                                |
| 400 meter medley Detaljer...    | Ryan Lochte USA | Ryan Lochte USA | Thiago Pereira Brasilien                                                                                          | Thiago Pereira Brasilien                                                                                          | Kosuke Hagino Japan                                                                                               | Kosuke Hagino Japan                                                                                               |
|                                 | | | | | | |
| 4x100 meter frisim Detaljer...  | Frankrike Amaury Leveaux Fabien Gilot Clément Lefert Yannick Agnel Alain Bernard* Jérémy Stravius*                   | Frankrike Amaury Leveaux Fabien Gilot Clément Lefert Yannick Agnel Alain Bernard* Jérémy Stravius*                   | USA Nathan Adrian Michael Phelps Cullen Jones Ryan Lochte Jimmy Freigen* Matt Grevers* Ricky Berens* Jason Lezak* | USA Nathan Adrian Michael Phelps Cullen Jones Ryan Lochte Jimmy Freigen* Matt Grevers* Ricky Berens* Jason Lezak* | Ryssland Andrej Gretjin Nikita Lobintsev Vladimir Morozov Danila Izotov Jevgenij Lagunov* Sergej Fesikov*         | Ryssland Andrej Gretjin Nikita Lobintsev Vladimir Morozov Danila Izotov Jevgenij Lagunov* Sergej Fesikov*         |
| 4x200 meter frisim Detaljer...  | USA Ryan Lochte Conor Dwyer Richard Berens Michael Phelps Charlie Houdrin* Matt McLean* Davis Tarwater*              | USA Ryan Lochte Conor Dwyer Richard Berens Michael Phelps Charlie Houdrin* Matt McLean* Davis Tarwater*              | Frankrike Amaury Leveaux Gregory Mallet Clément Lefert Yannick Agnel Jérémy Stravius*                             | Frankrike Amaury Leveaux Gregory Mallet Clément Lefert Yannick Agnel Jérémy Stravius*                             | Kina Hao Yun Li Yunqi Jiang Haiqi Sun Yang Lü Zhivu* Dai Jun*                                                     | Kina Hao Yun Li Yunqi Jiang Haiqi Sun Yang Lü Zhivu* Dai Jun*                                                     |
| 4x100 meter medley Detaljer...  | USA Matt Grevers Brendan Hansen Michael Phelps Nathan Adrian Nick Thoman* Eric Shanteau* Tyler McGill* Cullen Jones* | USA Matt Grevers Brendan Hansen Michael Phelps Nathan Adrian Nick Thoman* Eric Shanteau* Tyler McGill* Cullen Jones* | Japan Ryosuke Irie Kosuke Kitajima Takeshi Matsuda Takuro Fujii                                                   | Japan Ryosuke Irie Kosuke Kitajima Takeshi Matsuda Takuro Fujii                                                   | Australien Hayden Stoeckel Christian Sprenger Matthew Targett James Magnussen Brenton Rickard* Tommaso D'Orsogna* | Australien Hayden Stoeckel Christian Sprenger Matthew Targett James Magnussen Brenton Rickard* Tommaso D'Orsogna* |
|                                 | | | | | | |
| 10 km Detaljer...               | Oussama Mellouli Tunisien                                                                                            | Oussama Mellouli Tunisien                                                                                            | Thomas Lurz Tyskland                                                                                              | Thomas Lurz Tyskland                                                                                              | Richard Weinberger Kanada                                                                                         | Richard Weinberger Kanada                                                                                         |

* = deltog i försöken och erhöll medalj.
Denna tabell: visa • redigera

## Kvalificering
FINA By-Law BL 9.3.6.4 (simning) och BL 9.3.7.5.3 (öppet vatten) redogör för hur kvalificeringen till OS gick till.
I varje individuell gren fick varje land starta med 2 simmare, förutsatt att de kvalificerat sig, i lagkapperna endast ett lag per land. Varje land fick maximalt ha 26 kvinnor och 26 män i sin trupp.

### Simning - individuella grenar
Den 11 november 2010 publicerade FINA kvaltiderna för de individuella grenarna under OS i London. Kvaltiderna delades upp i två klasser - en "Olympic Qualifying Time" och en "Olympic Invitation Time". Varje land fick ställa upp med två simmare per gren förutsatt att bägge uppnått Qualifying-tiden. Varje land fick ställa upp med en simmare per gren som uppnått Invitation-tiden. Alla simmare som uppnått Qualifying-tiden fick ställa upp i grenen varefter de resterande platserna tilldelades enligt ranking till simmare som uppnått Invitation-tiden.
Om ett land inte hade någon kvalificerad simmare fick det ställa upp med en man och en kvinna i valfri individuell gren.

### Simning - lagkapper
I varje lagkapp deltog 16 lag.
- 12 av dessa platser tilldelades de bästa länderna vid sim-VM 2011.
- De resterande fyra tilldelades de nationer som hade de bästa tiderna.

### Öppet vatten
I varje gren fick 25 simmare ställa upp. Dessa platser delades ut enligt bland annat plats på VM 2011 samt ranking. Storbritannien, i kraft av värdskap, tilldelades en kvotplats i båda grenarna.